# Ligue régionale Nouvelle-Aquitaine de rugby
La Ligue régionale Nouvelle-Aquitaine de rugby est un organe fédéral dépendant de la Fédération française de rugby créé en 2017 et chargé d'organiser les compétitions de rugby à XV et à sept au niveau de la région Nouvelle-Aquitaine.
Plus vaste région de France, la Nouvelle-Aquitaine est la seconde ligue régionale qui compte le plus de licenciés à la FFR après l'Occitanie. En 2017, elle regroupe 62 948 licenciés.

## Histoire
Conséquence de la réforme territoriale des régions, le ministère de la Jeunesse et des Sports impose à la FFR de calquer son organisation territoriale sur celle des nouvelles régions. C'est ainsi que naît la Ligue de Nouvelle-Aquitaine issue de la fusion des comités du Béarn, de la Côte basque Landes, de la Côte d'Argent, du Limousin, du Périgord Agenais et du Poitou-Charentes.
| - Carte des comités territoriaux jusqu'en 2017. - Carte des ligues régionales depuis 2018. |

Les ligues sont créées début octobre et reprennent les missions des comités territoriaux au 1er juillet 2018. Les statuts de la Ligue sont signés le 16 octobre 2017 à Marcoussis par Laurent Gabbanini et Marcel Kapfer, désignés membres fondateurs de la ligue par la FFR.

## Structures de la ligue

### Identité visuelle

Premier logo de la ligue (2018)
Logo de la ligue d'octobre 2018 à juin 2019
Logo de la ligue depuis le 28 juin 2019

### Liste des présidents
- 9 décembre 2017 - 2 novembre 2024 : Michel Macary
- Depuis le 2 novembre 2024 : Michel Réchede

### Élections du comité directeur
Le premier comité directeur de 40 personnes est élu le 9 décembre 2017. Bernard Rebeyrol, président du comité Poitou-Charentes depuis 2006, et Michel Macary, vice-président du comité Périgord Agenais et vice-président du CA Périgueux, sont candidats à la présidence de la ligue. Bernard Rebeyrol est porté à la tête de la liste de bénévoles par les présidents des actuels comités territoriaux qui constituent la région Nouvelle-Aquitaine. Michel Macary est lui soutenu par Bernard Laporte, président de la Fédération française de rugby.
Philippe Barbe, président du comité de la Côte d'Argent, Brigitte Jugla et Maurice Buzy-Pucheux, vices-présidents de la FFR, Marie-Agnès Masdieu, secrétaire adjointe de la FFR, Thierry Hermerel, président du comité médical de la FFR, Caroline Ladagnous et Danièle Irazu sont notamment membres de la liste Macary tandis que Pierre Villepreux, ancien directeur technique national et entraîneur de l'équipe de France, est numéro 2 sur la liste Rebeyrol.
Après le premier vote électronique décentralisé de l’histoire du rugby français, la liste menée par Michel Macary obtient 64,01 % des voix, soit 33 sièges, contre 33,99 % des voix pour Bernard Rebeyrol (7 sièges). Michel Macary devient ainsi le premier président de la ligue.
Le comité directeur est renouvelé le 7 novembre 2020, un mois après le renouvellement de celui de la FFR. Michel Réchede, président du club de Grenade-sur-l'Adour, est candidat à la présidence de la ligue et membre de la liste de Florian Grill en 35e position lors des élections fédérales. Jean-Jacques Gourdy, ancien président du CA Brive et du comité du limousin, et Bernard Rebeyrol figure sur sa liste, respectivement en 2e et 6e position. Élu au comité directeur de la FFR un mois plus tôt, Michel Macary est candidat à sa propre succession. Il est notamment toujours accompagné de Brigitte Jugla et Marie-Agnès Masdieu, nommées en octobre vice-présidente de la FFR chargé respectivement du rugby féminin et de la DNACG. Pauline Bourdon, demi de mêlée du XV de France féminin, est également membre de la liste. À l'issue du scrutin, la liste de Michel Macary remporte l'élection avec 67,84 % des voix et obtient 34 sièges au comité directeur tandis que la liste de Michel Réchede obtient 6 sièges au comité directeur.
En 2024, Michel Réchede, président du club de Grenade-sur-l'Adour, est de nouveau candidat pour prendre la présidence de la ligue. Il affronte Jean-René Malen, secrétaire général sortant et élu au comité directeur du RC Bon Encontre-Boé. La liste de Michel Réchede remporte l'élection avec 57,77% des voix exprimées.

### Dirigeants
Directeur général
- Depuis 2021 : Sébastien Conchy (ancien directeur général de la Fédération française de rugby, de 2017 à 2021)

Directeur technique
- 2018-2019 : Sébastien Calvet
- Depuis 2020 : Damien Ressiguié

Directeur de l'arbitrage
- 2019 : Arnaud Iribarne
- Roger Duhau et Daniel Gillet

## Les clubs de la ligue au niveau national

### Meilleurs clubs de la ligue par saison
Le meilleur club de la ligue est le club qui arrive le plus loin en phases finales dans la compétition nationale de plus haut échelon. En cas d'égalité (même compétition et même résultat en phases finales), le meilleur club est celui qui a marqué le plus de points au cours de la saison régulière.
Clubs masculins
Clubs féminins
La couleur de l'axe indique la division dans laquelle évolue le club :
- 1re division.
- 2e division.
- 3e division.
- 4e division.
- Divisions inférieures.

### Clubs masculins évoluant dans les divisions nationales
| \| Légende · Top 14 · Pro D2 · Nationale Aviron bayonnais Union Bordeaux Bègles Section paloise Stade rochelais SU Agen Biarritz · olympique CA Brive US Dax Stade montois Soyaux Angoulême XV CA Périgueux Stade langonnais \| Clubs évoluant dans les 3 premières divisions nationales en 2024-2025. |
| Légende · Top 14 · Pro D2 · Nationale Aviron bayonnais Union Bordeaux Bègles Section paloise Stade rochelais SU Agen Biarritz · olympique CA Brive US Dax Stade montois Soyaux Angoulême XV CA Périgueux Stade langonnais                                                                              |

| \| Légende · Top 14 · Pro D2 · Nationale · Nationale 2 · Fédérale 1 · Fédérale 2 RC bassin · d'Arcachon Anglet ORC US Cognac USA Limoges US Marmande Niort RC Saint- · Jean-de-Luz OR US Salles Union Barbezieux Jonzac US Bergerac CM Floirac AS Layrac SA Mauléon FC Oloron Peyrehorade SR Rion Morcenx CR Saint-Médard RC US Nafarroa US Tyrosse Entente Aramits Asasp US Bazas Stade belvesois RC Bon-Encontre Boé Boucau Tarnos US Casteljaloux US Castillon US Coarraze Nay UA Gujan-Mestras CA Lormont EV Malemort Brive AS Mérignac 4 Cantons BHAP US Morlaàs US Mouguerre Rugby Causse Vézère Saint-Paul sports AS Pont Long SA Rochefort CA Sarlat AS Soustons Hasparren AC Stade navarrais SC Tulle UA Vergt RC Villeneuve US Mugron USEP Ger-Séron-Bédeille \| Clubs évoluant dans les 4e, 5e et 6e divisions nationales en 2024-2025 (Nationale 2, Fédérale 1 et Fédérale 2). |
| Légende · Top 14 · Pro D2 · Nationale · Nationale 2 · Fédérale 1 · Fédérale 2 RC bassin · d'Arcachon Anglet ORC US Cognac USA Limoges US Marmande Niort RC Saint- · Jean-de-Luz OR US Salles Union Barbezieux Jonzac US Bergerac CM Floirac AS Layrac SA Mauléon FC Oloron Peyrehorade SR Rion Morcenx CR Saint-Médard RC US Nafarroa US Tyrosse Entente Aramits Asasp US Bazas Stade belvesois RC Bon-Encontre Boé Boucau Tarnos US Casteljaloux US Castillon US Coarraze Nay UA Gujan-Mestras CA Lormont EV Malemort Brive AS Mérignac 4 Cantons BHAP US Morlaàs US Mouguerre Rugby Causse Vézère Saint-Paul sports AS Pont Long SA Rochefort CA Sarlat AS Soustons Hasparren AC Stade navarrais SC Tulle UA Vergt RC Villeneuve US Mugron USEP Ger-Séron-Bédeille |

### Clubs féminins évoluant dans les divisions nationales
| \| Légende · Elite 1 · Elite 2 · Fédérale 1 Lons Section paloise Stade bordelais US Dax CA Brive Stade rochelais AS Bayonne ES Bruges Blanquefort RC Libourne \| Clubs féminins évoluant dans des divisions nationales en 2024-2025. |
| Légende · Elite 1 · Elite 2 · Fédérale 1 Lons Section paloise Stade bordelais US Dax CA Brive Stade rochelais AS Bayonne ES Bruges Blanquefort RC Libourne                                                                           |

## Palmarès international des clubs régionaux
- Stade rochelais
  - Vainqueur de la Champions Cup (2) : 2022 et 2023
- Union Bordeaux Bègles
  - Vainqueur de la Champions Cup (1) : 2025

## Palmarès national des clubs régionaux

### Compétitions masculines
- Aviron bayonnais
  - Champion de France de Pro D2 (1) : 2019 et 2022
- CA Périgueux
  - Champion de France de Nationale 2 (1) : 2023
  - Champion de France de Fédérale 3 (1) : 2017
- Stade langonnais
  - Champion de France de Nationale 2 (1) : 2024
  - Champion de France de Fédérale 1 (1) : 2023
- AS Layrac
  - Champion de France de Fédérale 2 (1) : 2023
- USEP Ger-Séron-Bédeille
  - Champion de France de Fédérale 3 (1) : 2022
- CA Sarlat
  - Champion de France de Fédérale 3 (1) : 2023
- AS Urruñarrak
  - Champion de France Honneur (1) : 2019
- Entente Sévignacq Vallée du Gabas
  - Champion de France Honneur (1) : 2022
- Emak Hor Rugby Arcangues / Bassussarry
  - Champion de France de Régionale 1 (1) : 2023
  - Champion de France de Promotion d'Honneur (1) : 2022
- Saint-Pée-sur-Nivelle UC
  - Champion de France de Régionale 2 (1) : 2024
- Avant Garde de Thèze
  - Champion de France de 4e série (1) : 2022

### Compétitions féminines
- Stade bordelais
  - Champion de France (1) : 2023, 2024 et 2025
- Stade rochelais
  - Champion de France d'Élite 2 (1) : 2024
  - Champion de France de Fédérale 2 (1) : 2024
- CA Brive
  - Champion de France de Fédérale 1 (1) : 2023
- AS Bayonne
  - Champion de France de Fédérale 1 (1) : 2024

## Palmarès des compétitions régionales
| Saison    | Niveau      | Champion                             | Comité départemental | Score | Finaliste                 | Comité départemental |
| --------- | ----------- | ------------------------------------ | -------------------- | ----- | ------------------------- | -------------------- |
| 2022-2023 | Régionale 1 | Emak Hor Rugby Arcangues-Bassussarry | Pyrénées-Atlantiques | 46-21 | NSL Rugby                 | Corrèze              |
| 2022-2023 | Régionale 2 | Capbreton Hossegor rugby             | Landes               | 24-13 | Union rugby club Auvezère | Dordogne             |
| 2022-2023 | Régionale 3 | US Herm Rugby                        | Landes               | 21-15 | Ruffec AC                 | Charente             |
| 2023-2024 | Régionale 1 | CA Pompadour                         | Corrèze              | 28-27 | Capbreton Hossegor Rugby  | Landes               |
| 2023-2024 | Régionale 2 | Saint-Pée Union Rugby                | Pyrénées-Atlantiques | 62-5  | RAC angérien              | Charente             |
| 2023-2024 | Régionale 3 | US Nafarroa                          | Pyrénées-Atlantiques | 38-19 | Oléron RC                 | Charente-Maritime    |

| Club                                 | Titres régionaux |
| ------------------------------------ | ---------------- |
| Emak Hor Rugby Arcangues-Bassussarry | 1                |
| Capbreton Hossegor rugby             | 1                |
| US Herm Rugby                        | 1                |
| Saint-Pée Union Rugby                | 1                |
| CA Pompadour                         | 1                |
| US Nafarroa                          | 1                |

| Comité départemental | Titres régionaux |
| -------------------- | ---------------- |
| Pyrénées-Atlantiques | 3                |
| Landes               | 2                |
| Corrèze              | 1                |